# أمكالة
أمڭالة هي جماعة قروية في إقليم السمارة بجهة العيون الساقية الحمراء، وهي تضم 2945 نسمة، حسب الإحصاء العام للسكان والسكنى لسنة 2014. ويقع مركز الجماعة على الطريق الوطنية رقم 14 بين السمارة والعيون، ويسمى مركز الجماعة محلياً باسم الخطاري، ويتوفر على العديد من المرافق، وعلى محطة لمعالجة المياه وتزويدها للسمارة والجماعات القروية الأخرى، كما يتوفر مركز الجماعة على العديد من المساكن لكنها خالية من السكان، ويصنف كمكان مهجور بسبب عدم عيش السكان به، نظراً لرفض السلطات توزيع المساكن عليهم لأسباب سياسية، ويعيش غالبية سكان أمڭالة إما في مدينة السمارة أو ينتشرون كرحل داخل نفوذ جماعة أمڭالة.
وتمتد على مساحة تقدر بحوالي 5.866 كلم مربع، ويحدها من الشمال الشرقي جماعة حوزة، ومن الشمال الغربي جماعة سيدي أحمد العروسي، ومن الشرق جماعة تفاريتي، ومن الجنوب موريتانيا.
ومن المنتظر فتح معبر حدودي جديد يربط بين المغرب وموريتانيا في المنطقة التابعة اداريا لجماعة أمكالة. هذا الطريق الجديد والذي يحمل إسم الطريق الوطنية رقم 17 ب، سيساهم في تسهيل حركة النقل وتعزيز الروابط الاقتصادية والتجارية بين البلدين.

## تاريخ
أحدثت جماعة أمڭالة بمقتضى المرسوم رقم 2.76.472 الصادر بتاريخ 6 غشت 1976.

## الثقافة

### موقع الغشيوات
موقع الغشيوات هو عبارة عن موقع ممتد على مساحة 14 كلم طولا، و4 كلم عرضا، يقع بنفوذ جماعة أمڭالة. ويضم هذا الموقع العديد من النقوش الصخرية المنحوتة بمختلف الأنماط، والتي تنتمي لمختلف فترات الفن الصخري بالصحراء وتعكس موضوعات متنوعة، خصوصا ما تعلق منها بأنواع الوحيش (أفراس النهر، الزرافات، الفيلة، التماسيح)، ومراحل مناخية رطبة عرفتها المنطقة قديما. وقد تم تسجيل موقع الغشيوات الأثري على لائحة التراث الوطني بمقتضى قرار وزير الثقافة رقم 17.352 الصادر بتاريخ 19 جمادى الأولى 1488 الموافق لـ 17 فبراير 2017.
في يونيو 2020، تعرض موقع الغشيوات لتخريب من طرف شركة متخصصة في مقالع الأحجار، مما إستدعى تدخل السلطات المختصة قصد معاينة الأشغال الجائرة التي تعرض لها الموقع والإيقاف الفوري لهذه لأشغال، مع طلب إنسحاب الشركة من الموقع فورا وإرجاع الحالة إلى ما كانت عليه.

### مهرجان الساقية الحمراء الدولي لسباق الإبل
هو مهرجان ينظم بجماعة أمڭالة بمشاركة العديد من الدول، ويهدف المهرجان إلى إبراز المؤهلات الطبيعية والثقافية والسياحية للمنطقة من خلال التسويق الترابي وتثمين الثروة الثقافية كرافعة نحو التنمية المستدامة، كما يعرف برنامج المهرجان أنشطة متنوعة تجسد حياة البدو والرحل. وقد تم تنظيم النسخة الأولى من هذا المهرجان في سنة 2019.